# Jean-Robert Collas
Pour les articles homonymes, voir Collas.
Jean-Robert Collas  , né à Waimes, le 28 janvier 1949 fut un homme politique belge germanophone libéral.
Il fut commerçant.
Il fut conseiller communal de Bullange, membre du parlement,, membre du Conseil de la Communauté germanophone de Belgique et conseiller provincial de la province de Liège.